# Cymarin
Cymarin ist eine organische Verbindung und ein Naturstoff aus der Gruppe der Herzglycoside. Es ist aus dem Aglycon k-Strophanthidin und dem Zucker D-Cymarose aufgebaut.

## Vorkommen

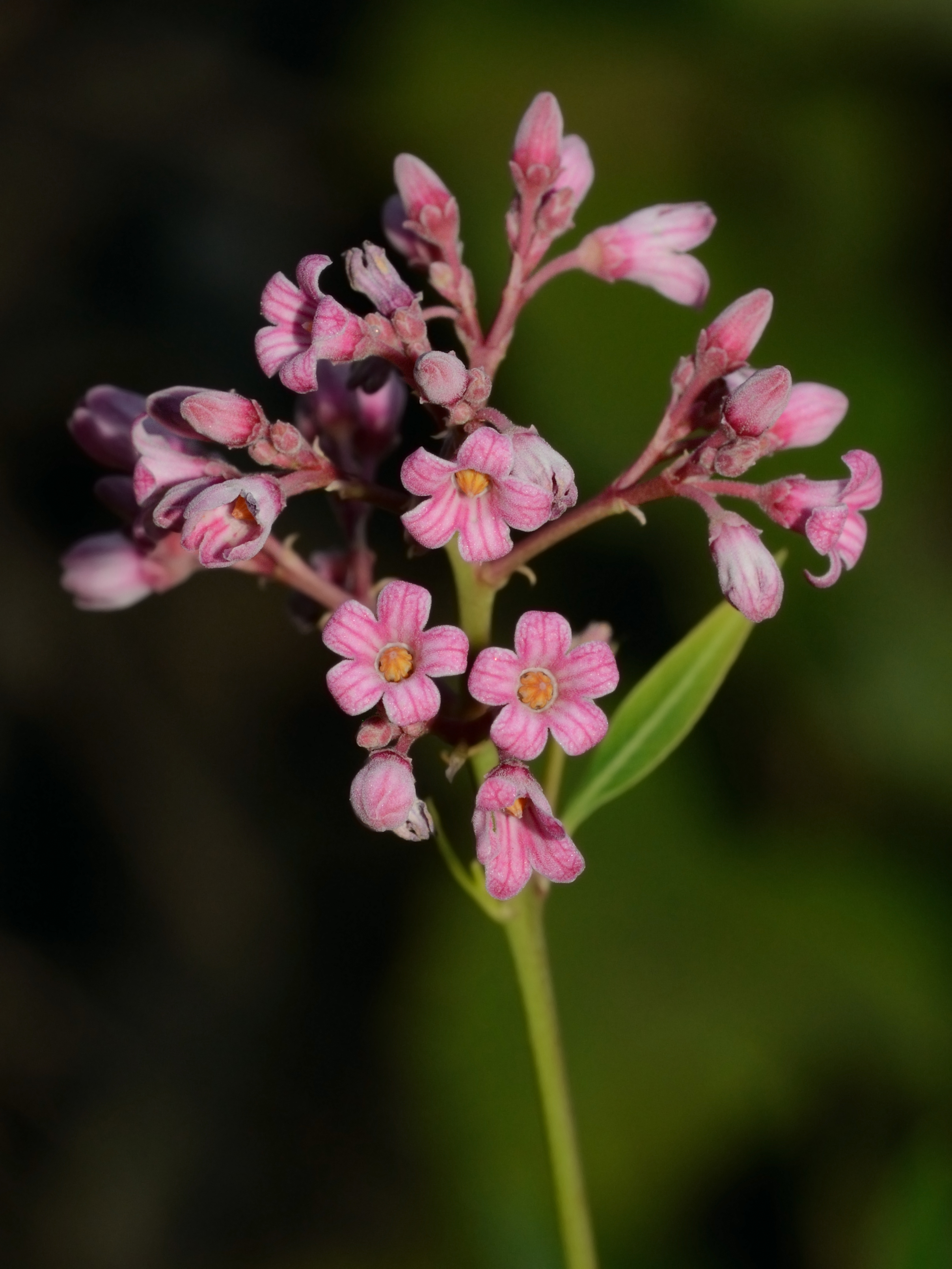
Apocynum venetum

Es kommt in Apocynum venetum (Gattung Apocynum) vor. Dabei nimmt der Gehalt in verschiedenen Pflanzenteilen in der Reihenfolge Stängel, Wurzel, Blatt ab. Es kommt außerdem in Apocynum cannabium und in Strophanthus kombé (Gattung Strophanthus) vor.